# Kell am See
Kell am See é um município da Alemanha localizado no distrito de Trier-Saarburg, estado da Renânia-Palatinado.
É membro e sede do Verbandsgemeinde de Kell am See.